# Ланча Аугуста
Ланча Аугуста е италиански автомобил, произвеждан през 30-те години на XX век от Ланча.

## История
Във време на петролна криза в световен мащаб екипът на Винченцо Ланча започва работа по нов автомобил в средата на 1930 г. Подобно на Ланча Артена инженерите от Ланча работят върху автомобил с двулитров двигател с 5 пълноценни места. С този автомобил подобно на Ланча Ламбда, компанията се надява да продаде автомобилите си и на пазара зад океана. Подобрява се носещата конструкция на бъдещата Ланча Аугуста и се правят промени, свързани с горивния процес, за да бъде ограничен разходът на гориво. Аугуста е била добре приета на италианската автомобилна сцена. Моделът е основен конкурент на Фиат 508. Конкурира се успешно особено на френския пазар на малолитражни автомобили.

## Дизайн
Новата форма на автомобила и иновативният дизайн на различните версии правят Ланча Аугуста освен стилен иновативен автомобил, също и водещ екстериорен автомобил. Предноразположеният двигател е поместен в нов трапецовиден корпус, който притежава елегантни отвори. Калниците на автомобила са издигнати да подчертаят стила на автомобила. Предните фарове са събрани по компактни, а между тях е разположена новата радиаторна решетка. Задната част е по-обемиста, отколкото тази на предшественика и. Елегантно са оформени чертите на задния капак.

## Ланча Аугуста Кабриолет
Година след излизането на модела в Милано е представен кабриолет.

## Ланча Аугуста Белна
На базата на кабриолет версията на автомобила през 1937 г. е разработен роудстър – Ланча Белна Портут. Автомобилът участва в много легендарни състезания и е високо ценен в класа на роудстърите.

## Производство
През трите години на производство общо са произведени 14 107 автомобила.